# ورباد
روستای با اصالت با مردمان مهمان نواز 
شورنگاه ، روستایی با بختیاری های مقیم

## جمعیت
این روستا در دهستان چنارود شمالی قرار دارد و براساس سرشماری مرکز آمار ایران در سال ۱۳۸۵، جمعیت آن ۲۶۳ نفر (۷۴خانوار) بوده‌است.